# Piscator-Bibel

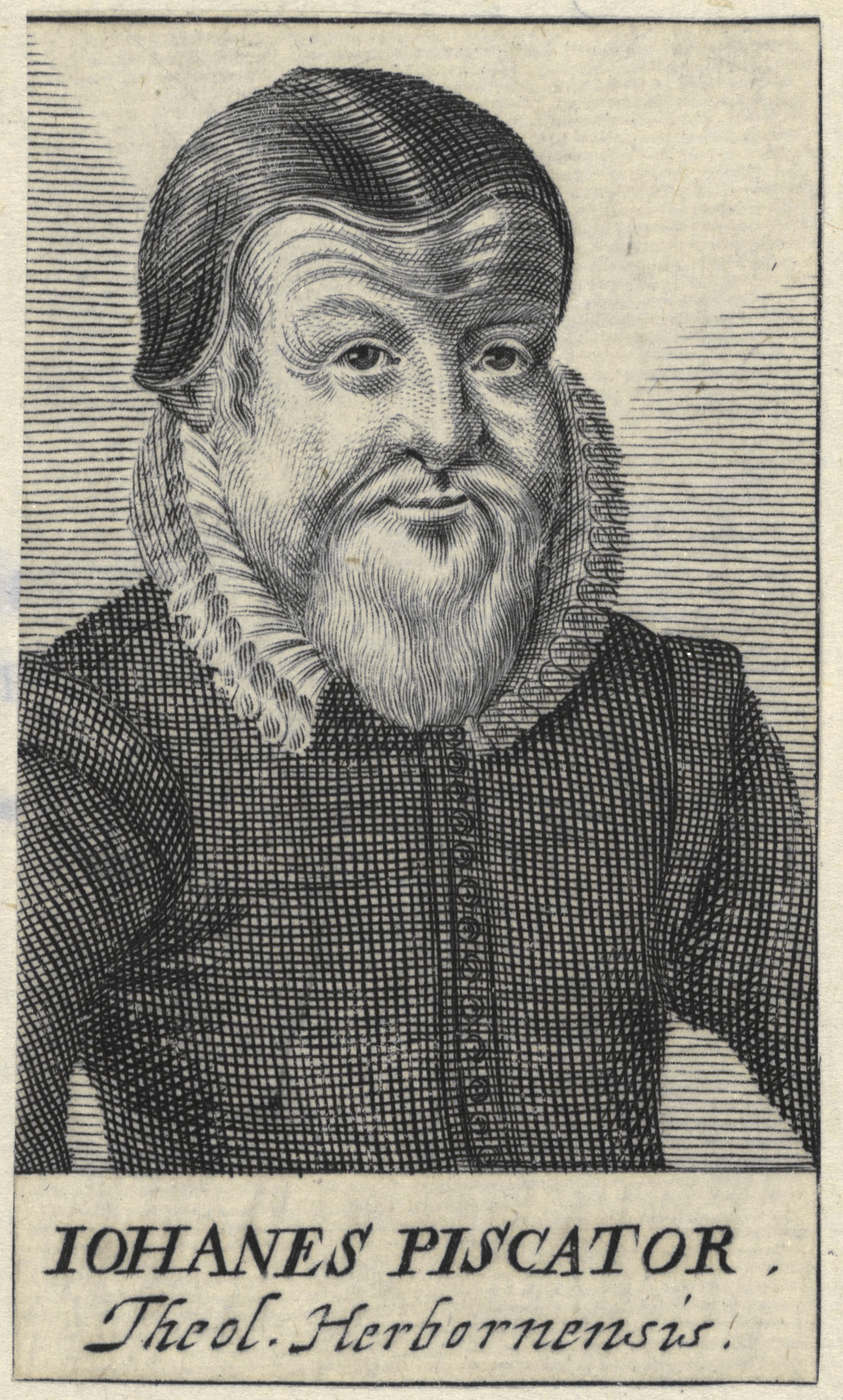
Johannes Piscator

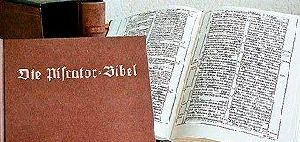
Piscator-Bibel Faksimile

Als Piscator-Bibel wird die deutsche Bibelübersetzung von Johannes Piscator aus den Jahren 1602 bis 1604 bezeichnet.

## Hintergrund
Die deutschen Calvinisten nutzten ursprünglich die Luther-Bibel, die mit zusätzlichen Erläuterungen oder Ergänzungen versehen war. Die 1568 erschienene Heidelberger Bibel und die 1579 in Neustadt an der Haardt gedruckte Bibel behielten zwar die Lutherübersetzung bei, ließen jedoch Luthers Einzelvorreden zu den biblischen Büchern beiseite. Die Neustadter Bibel von 1587/88 gilt als die erste reformierte deutschsprachige Bibelausgabe, da sie die Lutherübersetzung mit einer reformierten Kommentierung versah und weiteren Auflagen sogar reformierte Psalmlieder, den Heidelberger Katechismus und einige Stücke der pfälzischen Kirchenordnung von 1563 beifügte. Weitere in reformierten Territorien gedruckte Bibelausgaben behielten ebenfalls Luthers Bibelübersetzung bei, so die Dresdner Bibel 1589–1591, die Herborner Bibel 1595 und die Kasseler Lutherbibel 1601. 
Der theologische Gegensatz zwischen Lutheranern und Calvinisten forderte jedoch eine vollständige Bibelübersetzung in calvinistischem Sinne. Amandus Polanus von Polansdorf legte 1603 in Genf eine erste calvinistische Bibelübersetzung vor. Diese basierte auf der Luther-Bibel, jedoch passte Polanus viele Formulierungen im calvinistischen Sinne an. Diese Übersetzung verursachte starke Empörung bei den Lutheranern. Vor diesem Hintergrund entschied sich Johannes Piscator, die erste eigenständige calvinistische Bibelübersetzung anzufertigen.

## Die Übersetzung
Piscator hatte 1589 bis 1597 einen Kommentar des Neuen Testaments und seit 1601 einen Kommentar des Alten Testaments verfasst. Diese Vorarbeiten nutzte er, um von 1602 bis 1604 die Bibel zu übersetzen. Wichtige Quellen waren für ihn die lateinischen und französischen Übersetzungen, die seine Glaubensbrüder in Genf angefertigt hatten. Aber auch Formulierungen der Lutherbibel wurden in vielen Textstellen übernommen.
Bei der Übersetzung achtete er auf philologische Genauigkeit. Hierdurch wirkt der Text sprachlich teilweise holprig. Auch ist der Text durch die Verwendung oberdeutscher Wortformen geprägt.
Der seiner sachlich richtigen eigentlichen Übersetzung nachfolgende, durch kleineren Druck als Hinzufügung kenntlich gemachte Zusatz der beteuernden Schwurformel „so straaffe mich Gott“ in Mk 8,12  wurde von den lutherischen Gegnern der Bibelübersetzung verwendet, um die Bibel als „Strafmichgott-Bibel“ zu bezeichnen.

## Die Bedeutung der Übersetzung
Die Piscator-Bibel wurde in Herborn bis 1652 genutzt. Weitere Ausgaben fanden später in Deutschland Verwendung, aber vor allem die Verwendung in der Stadt und Republik Bern als offizielle Staatsbibel von 1684 bis Ende des 18. Jahrhunderts macht die Bedeutung dieser Bibelübersetzung aus.

## Ausgaben

### Erstausgabe
- Biblia, Das ist: Alle bücher der H. Schrift des alten und newen Testaments : Aus Hebreischer und Griechischer spraach … aufs new vertheutscht. Rab, Herborn 1602–1604 (VD17 23:271870C)
  - Teil 1: Das erste Theil Des alten Testaments: Darinnen Die fünf bücher Mosis. Rab, Herborn 1602 (VD17 23:271877F, Schlüsselseiten)
  - Teil 2: Das ander Theil Des alten Testaments: Darinnen Die übrige historische bücher begriffen. Rab, Herborn 1603 (VD17 23:271879W, Schlüsselseiten)
  - Teil 3: Das dritte Thäil Des alten Testaments: Darinnen Etliche Lehrbücher von hochwichtigen sachen. Rab, Herborn 1603 (VD17 23:271881S, Schlüsselseiten)
  - Teil 4: Das vierte Thäil Des alten Testaments: Darinnen Die Propheten. Rab, Herborn 1603 (VD17 23:271883G, Schlüsselseiten)
  - Teil 5: Anhang An das alte Testament : Darinnen Begriffen sind die bücher/ welche Apocrypha genennet werden. Rab, Herborn 1603 (VD17 23:271887N, Schlüsselseiten)
  - Teil 6,1: Das erste Thäil Des newen Testaments: Darinnen Die vier Evangelia. Rab, Herborn 1604 (VD17 3:318820H, Schlüsselseiten)
  - Teil 6,2: Das ander Thäil Des newen Testaments: Darinnen Die übrigen bücher desselben begriffen sind. Rab, Herborn 1604 (VD17 3:318822Y, Schlüsselseiten)

### Weitere Ausgaben bis 1700
- Biblia, Das ist: Alle bücher der H. Schrift des alten und newen Testaments. Aus Hebreischer und Griechischer spraach … aufs new vertheutscht. Zweite Auflage. Rab, Herborn 1604–1605
  - Teil 1: Das erste Thäil Des alten Testaments : Darinnen Die fünf bücher Mosis. Rab, Herborn 1604 (VD17 1:053123C, Schlüsselseiten; abweichender Druck: VD17 3:316487V, Schlüsselseiten)
  - Teil 2: Das ander Thäil Des alten Testaments: Darinnen Die übrige historische bücher begriffen. Rab, Herborn 1605 (VD17 3:316489L, Schlüsselseiten, abweichender Druck: VD17 1:053125T, Schlüsselseiten)
- Biblia, Das ist: Alle bücher der H. Schrift des alten und newen Testaments. Die andere editioon. Rabe, Herborn 1617 (erschienen ist von dieser Ausgabe nur Teil 1, der erste Teil des Alten Testaments; VD17 23:673123X, Schlüsselseiten)
- Biblia, Das ist: Alle Bücher der Heiligen Schrift Alten und Neuen Testaments, Sas, Duisburg 1682–1684 (VD17 3:316464K)
  - Teil 1. Sas, Duisburg 1684 (VD17 3:316466Z, Schlüsselseiten)
  - Teil 2: Das Neue Testament. Sas, Duisburg 1682 (VD17 3:316468Q, Schlüsselseiten)
- Das Newe Testament Unsers Herren Jesu Christi. Gabriel Thormann, Bern 1683, erschienen 1684 (VD17 23:231160V, Schlüsselseiten)
- Biblia, Das ist: Alle die Bücher Der Heil. Schrifft Deß Alten und Newen Testaments. 4 Bände. Obrigkeitliche Druckerei, Andreas Hügenet, Bern 1684 (VD17 23:231092Z, Schlüsselseiten);
  - Teil 1: Titel, Vorreden, Register und fünf Bücher Mose (Digitalisat mit falschen Metadaten)
  - Teil 2: Der Ander Theil Deß Alten Testaments Darinnen: Die übrige Historische Bücher begriffen (Digitalisat fehlt)
  - Teil 3: Der Dritte Theil Deß Alten Testaments Darinnen: Etliche Lehrbücher von hochwichtigen sachen (Digitalisat)
  - Teil 4: Der Dritte Theil Deß Alten Testaments Darinnen: Die Propheten (Digitalisat)
  - Teil 5: Anhang an das alte Testament: Darinnen begriffen sind die bücher welche Apocrypha genennet werden, Samuel Kneubühler[7], Bern (Digitalisat)
  - Teil 6,1: Das Erste Theil Deß Newen Testaments: Darinnen Die Vier Evangelia (Digitalisat)
  - Teil 6,2: Der Ander Theil Deß Newen Testaments: Darinnen Die übrigen Bücher desselben begriffen sind (Digitalisat)
- Das Neue Testament/ Oder Die Bücher deß Neuen Bunds unsers Herren Jesu Christi. Hardmeyer, [Zürich] und Hügenet, Bern 1697 (VD17 23:673022K, Schlüsselseiten)
- Der Psalter Davids. Hügenet, Bern 1698 (VD17 23:673029N, Schlüsselseiten)

### Faksimile der 2. Herborner Auflage
- Ulrich Bister (Hrsg.): Die Piscator-Bibel NT – faksimilierter Nachdruck + Begleitband. Sepher-Verlag, Herborn 2003, ISBN 978-3-943091-01-4.
- Ulrich Bister (Hrsg.): Die Piscator-Bibel AT (Teil 1) – Die 5 Bücher Mose. Sepher-Verlag, Herborn 2007, ISBN 978-3-943091-02-1.
- Jean Bister (Hrsg.): Die Piscator-Bibel AT (Teil 2) – Josua bis Esther. Sepher-Verlag, Herborn 2011, ISBN 978-3-943091-03-8.
- Jean Bister (Hrsg.): Die Piscator-Bibel AT (Teil 3) – Hiob bis Hohelied. Sepher-Verlag, Herborn 2012, ISBN 978-3-943091-04-5.
- Jean Bister (Hrsg.): Die Piscator-Bibel AT (Teil 4) – Jesaja bis Maleachi. Sepher-Verlag, Herborn 2013, ISBN 978-3-943091-05-2.
- Jean Bister (Hrsg.): Die Piscator-Bibel – Apokryphen. Sepher-Verlag, Herborn 2014, ISBN 978-3-943091-06-9.
- Jean Bister (Hrsg.): Die Piscator-Bibel – Sonderband mit Auszügen zum „Anhang des Herbornischen Biblischen Wercks“. Sepher-Verlag, Herborn 2014, ISBN 978-3-943091-13-7.